# 2011年ロシア下院選挙
2011年ロシア下院選挙（2011ねんロシアかいんせんきょ）は、2011年12月4日に投開票が行われたロシア連邦議会下院国家院の選挙。定数は450議席で、暫定の開票結果によると与党統一ロシアの得票率は49.54％で議席数は238議席となり2007年ロシア下院選挙の得票率64.3％、315議席 から大きく議席を減らす結果となった。統一ロシア以外では、ロシア連邦共産党の得票率は19.16％で92議席、ロシア自由民主党は11.66％で56議席、公正ロシアは13.22％で64議席といずれも大幅に議席数を増やしている。ロシア連邦議会下院選挙では、得票率7％以上の政党にはその率に応じて議席が配分されるが、今回の選挙で得票率7％を超え議席を得たのは上記4党である。
今回の選挙結果について、選挙監視人からは与党統一ロシアが得票を水増しする不正行為をした疑いがあるとの報告が相次ぎ、野党ロシア共産党ジュガーノフ委員長も「最も不正に満ちた選挙」と批判、海外からは米クリントン国務長官が「選挙は自由でも公正でもなかった」と非難するなど、選挙結果に疑惑がもたれている。
また、ロシアの野党活動家らは与党側に不正があったとしてモスクワやサンクトペテルブルクで大規模な抗議デモを行い、数百人が逮捕・拘束される事態となった。12月10日にはモスクワで5万人が反政府抗議デモに参加し、プーチンが大統領に就任した2000年以降最大の抗議デモとなった（2011年ロシア反政府運動）。

## 阻止条項
ロシア下院の阻止条項（足切り条項）では、選挙で7％以上の得票率を得た政党にはその率に応じて議席が配分され、また得票率が5.0％から6.0％までの政党には1議席が、6.0％から7.0％までの政党には2議席が配分される。

## 有資格政党
今回の下院選挙には7つの党が参加する資格を得た。選挙前ロシア連邦議会下院国家院に議席を持っていた統一ロシア、ロシア共産党、ロシア自民党、公正ロシアの4党は自動的に選挙参加資格を得るが、それ以外の政党は2011年10月19日までに15万人以上の署名（ただし1地域につき最大5,000人までの署名しか認められない）を中央選挙委員会に提出しなければならなかった。
| 投票 番号 | 投票 番号 | 政党                   | 党首                         | 候補者名簿第1位                | 登録日            |
| --------- | --------- | ---------------------- | ---------------------------- | ------------------------------ | ----------------- |
| 1         |           | 公正ロシア             | ニコライ・レビチェフ         | セルゲイ・ミロノフ             | 2011年9月24日     |
| 2         |           | ロシア自由民主党       | ウラジーミル・ジリノフスキー | ウラジーミル・ジリノフスキー   | 2011年9月13日     |
| 3         |           | ロシアの愛国者         | ゲンナジー・セミギン         | ゲンナジー・セミギン           | 2011年9月10日     |
| 4         |           | ロシア連邦共産党       | ゲンナジー・ジュガーノフ     | ゲンナジー・ジュガーノフ       | 2011年9月24日     |
| 5         |           | ロシア民主党・ヤブロコ | セルゲイ・ミトロヒン         | グリゴリー・ヤブリンスキー     | 2011年9月10－11日 |
| 6         |           | 統一ロシア             | ウラジーミル・プーチン       | ドミートリー・メドヴェージェフ | 2011年9月23－24日 |
| 7         |           | 右派活動               | アンドレイ・ドゥナエフ       | アンドレイ・ドゥナエフ         | 2011年9月20日     |

## 世論調査
選挙前に世論調査期間「全ロシア世論調査センター (VTSIOM) （VCIOM）」および「レバダ・センター (Levada Center) 」の行った世論調査の結果は以下の通りである。
| 世論調査                      | 統一ロシア | ロシア 共産党 | ロシア 自民党 | 公正ロシア | ヤブロコ | ロシア 愛国者 | 右派活動 |
| ----------------------------- | ---------- | ------------- | ------------- | ---------- | -------- | ------------- | -------- |
| VCIOM 2010年11月              | 62.9%      | 11.9%         | 6.9%          | 8.9%       | 3.9%     | 2.8%          | 2.6%     |
| Levada 2011年1月              | 57%        | 20%           | 9%            | 6%         | <1%      | <1%           | <1%      |
| Levada 2011年2月              | 60%        | 16%           | 11%           | 4%         | 1%       | <1%           | <1%      |
| Levada 2011年3月              | 57%        | 18%           | 10%           | 7%         | 1%       | <1%           | <1%      |
| Levada 2011年4月              | 55%        | 18%           | 12%           | 6%         | 2%       | <1%           | <1%      |
| VCIOM 2011年4月               | 58.7%      | 13.6%         | 9.1%          | 9.8%       | 2.7%     | 1.8%          | 2.9%     |
| Levada 2011年5月              | 57%        | 17%           | 14%           | 4%         | 1%       | <1%           | <1%      |
| Levada 2011年6月              | 53%        | 17%           | 13%           | 5%         | 1%       | 1%            | 2%       |
| VCIOM 2011年6月               | 58.3%      | 14.7%         | 9.8%          | 7.3%       | 2.8%     | 1.9%          | 4.1%     |
| Levada 2011年7月              | 54%        | 18%           | 12%           | 7%         | 2%       | <1%           | 2%       |
| Levada 2011年8月              | 54%        | 18%           | 13%           | 6%         | 1%       | 1%            | 3%       |
| VCIOM 2011年8月               | 55.0%      | 16.4%         | 10.8%         | 7.1%       | 2.5%     | 2.1%          | 4.9%     |
| Levada 2011年9月              | 57%        | 16%           | 12%           | 6%         | 3%       | 1%            | 2%       |
| Levada 2011年9月30日-10月2日  | 59%        | 18%           | 9%            | 7%         | 1%       | 1%            | 2%       |
| VCIOM 2011年10月              | 53.8%      | 17.1%         | 11.3%         | 7.9%       | 3.3%     | 2.0%          | 2.1%     |
| Levada 2011年10月21日-24日    | 60%        | 17%           | 11%           | 5%         | 2%       | <1%           | 1%       |
| Levada 2011年10月28日-11月1日 | 51%        | 20%           | 14%           | 7%         | 4%       | <1%           | 1%       |
| VCIOM 2011年11月7日           | 53.3%      | 17.4%         | 12%           | 8.3%       | 3.3%     | 1.8%          | 2.2%     |
| Levada 2011年11月11日         | 53%        | 20%           | 12%           | 9%         | 1%       | <1%           | 1%       |
| VCIOM 2011年11月19日-20日     | 53.7%      | 16.7%         | 11.6%         | 10%        | 2.9%     | 1.6%          | 1.7%     |

## 選挙結果
| 党派                 | 党派               | 獲得 議席 | 増減     | 得票数      | 得票率 | 選挙前 |
| -------------------- | ------------------ | --------- | -------- | ----------- | ------ | ------ |
|                      | 統一ロシア         | 238       | 077      | 32,379,135  | 49.32% | 315    |
|                      | ロシア共産党       | 92        | 035      | 12,599,507  | 19.19% | 57     |
|                      | 公正ロシア         | 64        | 026      | 8,695,522   | 13.24% | 38     |
|                      | ロシア自由民主党   | 56        | 016      | 7,664,570   | 11.67% | 40     |
|                      | ヤブロコ           | 0         | 増減なし | 2,252,403   | 3.43%  | 0      |
|                      | ロシアの愛国者     | 0         | 増減なし | 639,119     | 0.97%  | 0      |
|                      | 右派活動           | 0         | 増減なし | 392,507     | 0.60%  | 0      |
| 計                   | 計                 | 450       | 増減なし | 64,623,062  | 100.0% | 450    |
| 有効票数（有効率）   | 有効票数（有効率） | -         | -        | 64,623,062  | 98.43% | -      |
| 無効票数（無効率）   | 無効票数（無効率） | -         | -        | 1,033,464   | 1.57%  | -      |
| 投票総数（投票率）   | 投票総数（投票率） | -         | -        | 65,656,526  | 60.10% | -      |
| 棄権者数（棄権率）   | 棄権者数（棄権率） | -         | -        | 43,581,254  | 39.90% | -      |
| 有権者数             | 有権者数           | -         | -        | 109,237,780 | 100.0% | -      |
| 出典：中央選挙委員会 |                    |           |          |             |        |        |

## 選挙違反

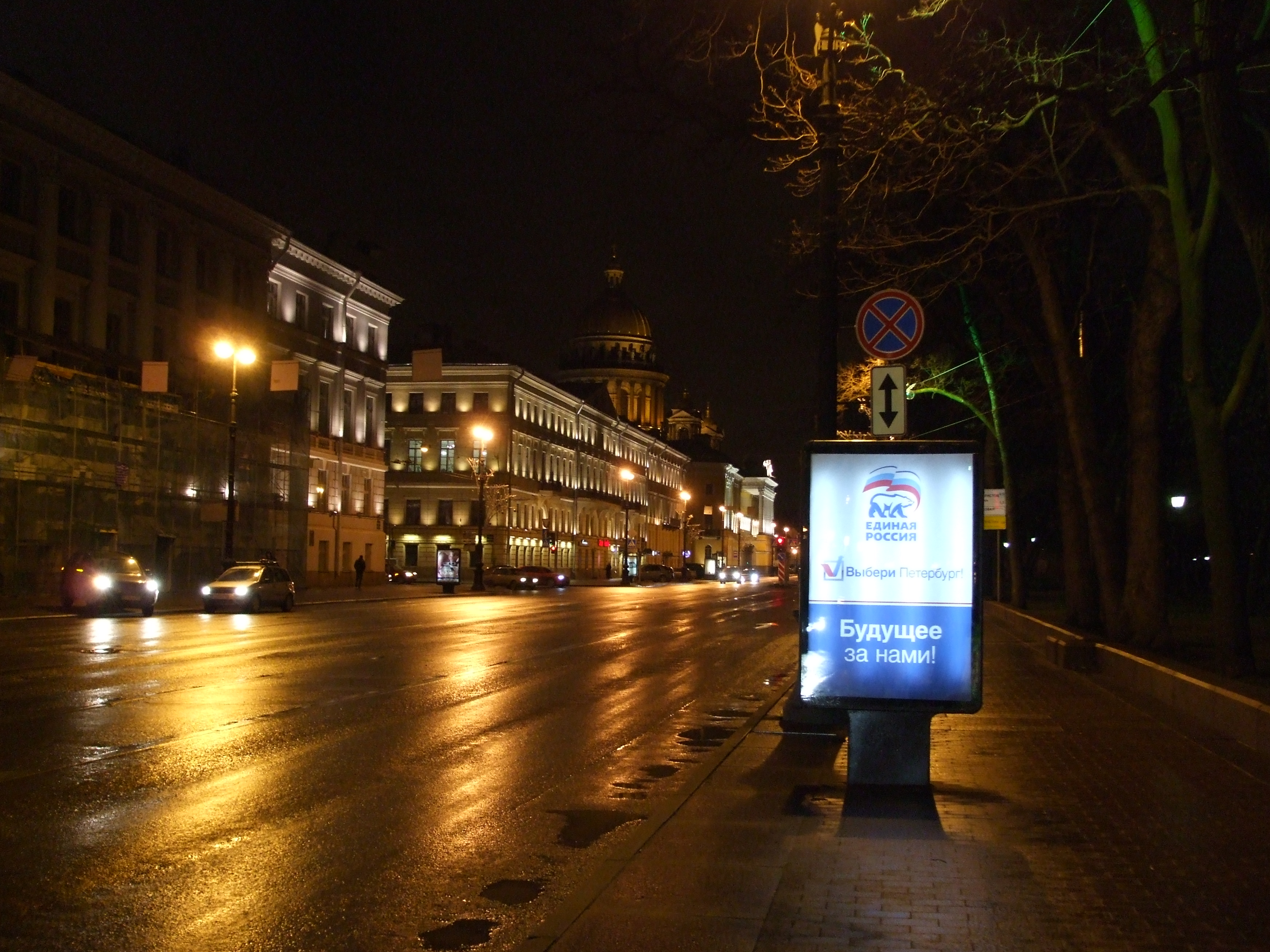
投票日の12月4日にサンクトペテルブルク市内に多数掲示されていた与党統一ロシアのポスターのひとつ。

ロシア連邦国営通信社RIAノーボスチは、今回の選挙に関して不正投票や選挙監視人の妨害、不正な選挙活動など、ロシア全土で1,100件以上の選挙違反が報告されたと報じた。公正ロシア、ヤブロコ、ロシア共産党などは、有権者を複数の投票所に連れて行き複数回投票させていたケースがあると訴えた。またヤブロコとロシア自民党によると、同党の選挙監視人が投票箱に封印をするのを見届けるのを禁じられたり、何の根拠もなく投票所から追い出される（これはビデオ映像も残っている）などしたという。さらに、多くの投票所において中央選挙委員会が発表した選挙結果が、選挙監視人が実際に記録した投票数と大きく違うとの報告もあり、統一ロシアの“公式の”票数は、記録された票数の2倍から3倍にもなるケースがあるという。
ロシアが最大の構成国である独立国家共同体の国際選挙監視人は「（今回の選挙は）法に則って執り行われ、重大な選挙違反はなかった」としている。選挙を監視した欧州安全保障協力機構（OSCE）民主制度・人権事務所、OSCE議員会議、および欧州評議会議員会議（PACE）は、選挙は国土が広大であるにもかかわらずよく準備されていたが、政府及び与党への権力の集中といった特徴がみられると述べている。OSCE民主制度･人権事務所は選挙の6週間後に完全な報告書を出す予定であるが、概ね「大きな違反はなかった」と述べていると報じられた。一方、与党の統一ロシアは、野党側は投票所でパンフレットや政党新聞を配るなど違法な選挙活動を行ったり、同じ投票所で投票者が共産党に投票するよう暴力で脅迫を受けていたと主張した。
なお得票の統計分析結果では、各投票所レベルでの投票記録は正規分布（平均値の付近に集積するようなデータの分布）ではなかったにもかかわらず、投票率と統一ロシアの得票率との間には強い正の相関関係（一方が増えれば他方も増える関係）が認められることから、票の水増しが疑われる分析結果となった。

## 国外の反応
アメリカ: ヒラリー・クリントン国務長官は、訪問先のリトアニア・ビリニュスでロシア下院選挙について「自由でも公正でもなかった」として、選挙の公正さに「重大な懸念がある」と批判した。
これを受けて、ロシアのラブロフ外相はクリントン国務長官や他の米国当局者のコメントについて「受け入れがたいものだ」とした上で、ロシアの選挙状況の分析を試みることなくステレオタイプなものの見方やレッテル貼りを後押しするものだとして非難し、選挙の監視をしたOSCEに対して無礼な態度であると重ねて批判した。
また、プーチン首相は12月8日、「選挙監視団の報告書も読まずに選挙を批判した」、さらに「民衆を挑発しデモに仕向けた」としてクリントン長官と米政府を非難した。

## 抗議デモ

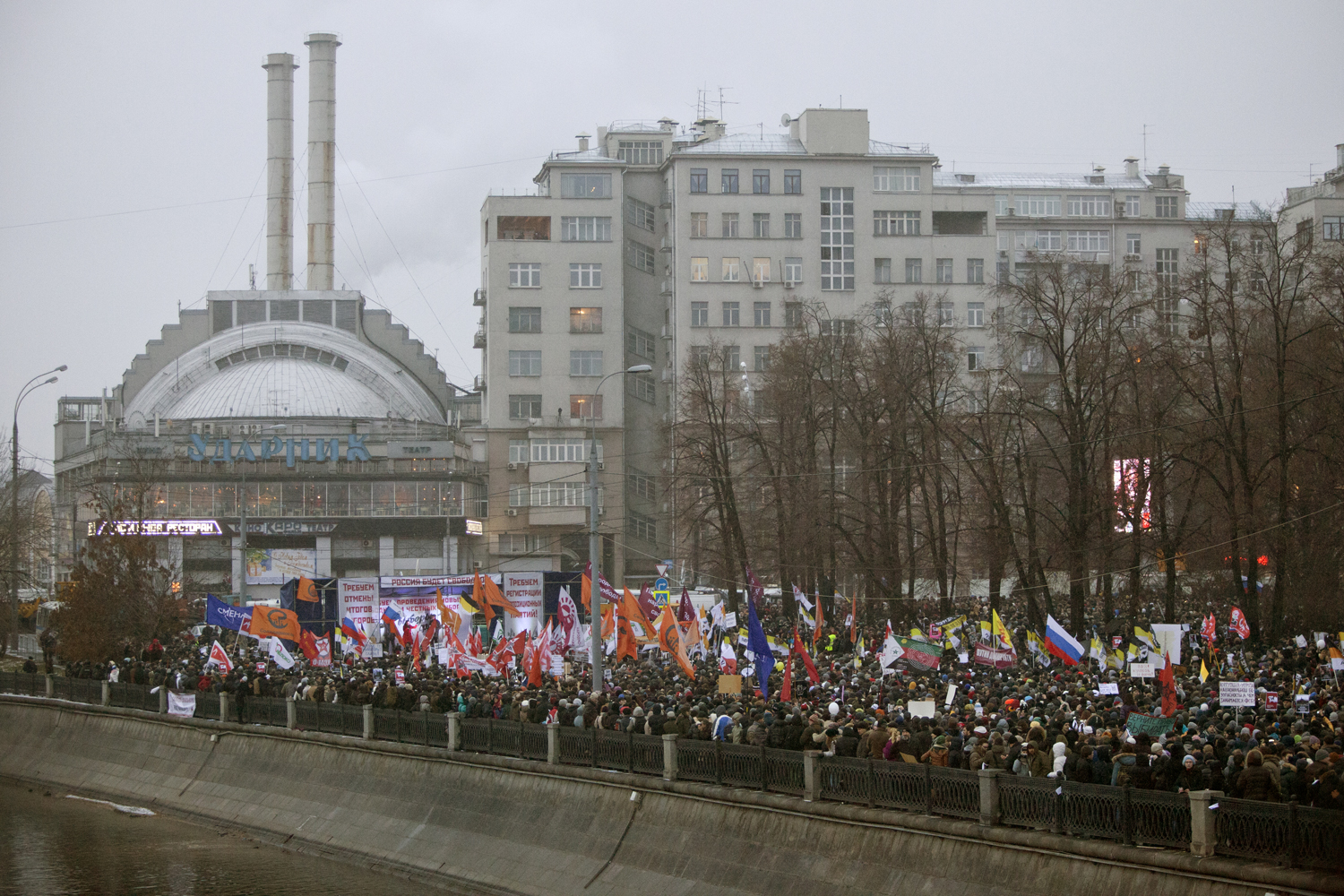
12月10日、モスクワ中心部にあるボロトナヤ広場では、主催者発表で4万人以上が参加した大規模反政府集会が開かれた。

12月5日、今回の下院選挙で不正が行われたとしておよそ8千人が参加する反政府抗議デモがモスクワで発生し、ウラジーミル・プーチン首相とロシア政府を糾弾した。抗議者らは選挙結果はでっち上げだとしてプーチンの退任を求め、中には革命を求める声をあげる者もいた。
12月6日には、与党統一ロシアに反発する約500人が赤の広場付近で抗議行進を行った。軍や警察は放水砲を備えて反政府デモの前に立ちふさがり、モスクワでは5日夜に300人が拘束されサンクトペテルブルクでは同じく120人が拘束された。6日夜だけで少なくとも600人が勝利広場で反プーチンのスローガンを唱え、またクレムリンの近くにある革命広場ではデモ隊と警察および内務省部隊が衝突、デモ隊の一部が拘束された。またモスクワ・凱旋広場には1000人を超える群衆が集まり、数十名が拘束されたが、このデモには元ロシア連邦第一副首相ボリス・ネムツォフや、著名なブロガー・活動家のアレクセイ・ナワルニーも参加していた。
BBCは、「ロシアの国営テレビ局は抗議デモを無視し、政府への支援活動だけを放映している」と報じた。政府および統一ロシアは1万5千人規模の集会を開いた青年団体「ナーシ」や、8千人が集まった「若き親衛隊 (Young Guard of United Russia) 」 などの支持をうけており、これら政権系青年団体と反政府デモ隊との間で衝突が起き、双方に拘束者がでる事態となった。